# Citroën Traction Avant
Citroën Traction Avant (což česky znamená přední náhon) byl první sériově vyráběný automobil s pohonem předních kol a samonosnou karoserií. Vyráběla jej francouzská automobilka Citroën v letech 1934–1957. Za tuto dobu bylo vyrobeno kolem 760 000 vozů v několika provedeních.
Traction Avant znamenal doslova revoluci v automobilové výrobě. Kromě svařené skořepinové samonosné karoserie a pohonu předních kol měl také nezávislé zavěšení předních kol, odpružení torzními tyčemi a odvážný design. Původní model 7A byla limuzína s malým motorem 1303 cm3. Záhy jej však nahradily modely 7B a 7C s postupně silnějšími motory. Po typu 7 následoval typ 11, který byl větší, a proto byl k jeho pohonu použit motor z typu 7S o objemu 1911 cm3 s výkonem 46 koní (34 kW). Tento model a jeho varianty se nabízel jako dvoudveřové kupé, čtyřdveřový sedan, kabriolet a také ve verzi Familiale jako osmimístná či luxusní čtyřmístná limuzína. V nabídce byl i hatchback Commerciale s rozdělenými dveřmi zavazadlového prostoru.